# Eikenoogspanner
De eikenoogspanner (Cyclophora porata) is een nachtvlinder uit de familie Geometridae (spanners). De voorvleugellengte bedraagt tussen de 12 en 14 millimeter. Hij overwintert als pop.

## Waardplanten
De eikenoogspanner heeft als waardplanten eiken en berken.

## Voorkomen in Nederland en België
De eikenoogspanner is in Nederland en België een zeldzame en lokale soort. In Nederland wordt hij vooralin de duinen van Noord-Holland, op de Utrechtse heuvelrug en het noorden van Limburg kan worden gezien, in België vooral in het kustgebied. De vlinder kent jaarlijks twee generaties die vliegen van eind april tot in augustus.